# جيمس بي أودونيل
جيمس بي أودونيل (بالإنجليزية: James P. O'Donnell)‏ هو كاتب وصحفي أمريكي، ولد في 30 يوليو 1917، وتوفي في 1990.

## وصلات خارجية
- جيمس بي أودونيل على موقع IMDb (الإنجليزية)